# Emotion (skivbolag)
Emotion är ett svenskt skivbolag som grundades våren 2010. Sedan starten har drygt 20 verk givits ut. Bolaget har släppt singlar och album med både svenska och utländska artister, och gjort sig ett namn inom bloggvärlden. Musiken distribueras främst digitalt. 

## Artister hos skivbolaget
Duvchi, Fanuelle, Hwasser, Karl X Johan, Martin Luuk, Nicolas Makelberge, Nottee, oOoOO, Rowan Martin, White Ring, World Tour och X priest X.

## Diskografi
- White Ring / oOoOO - Roses / Seaww (2010)
- Fula Edith - En dag blev vi stora (2010)
- Karl X Johan - Flames (2010)
- Nicolas Makelberge - The Unforgettable Planet (2011)
- Nottee - Don't Waste Your Light On Me / Share This (2011)
- Karl X Johan - Fantasies (2011)
- Duvchi - Turtleduvs (2011)
- Fanuelle - Fanuelle (2012)
- Martin Luuk - A Gentleman's Story (2012)
- World Tour - Forever Tonight (2012)
- Rowan Martin - Déjà Vu (2012)
- Rowan Martin - Just a Little Taste (2012)
- Karl X Johan - Do You Remember / Get It All (2012)
- Karl X Johan - Never Leave Me (2013)
- Nicolas Makelberge - Born From the Sun (2013)
- Martin Luuk - Jag vill dö (2013)
- World Tour - Surreal (2014)
- X priest X - Samurai EP (2014)